# Berg-Önundr

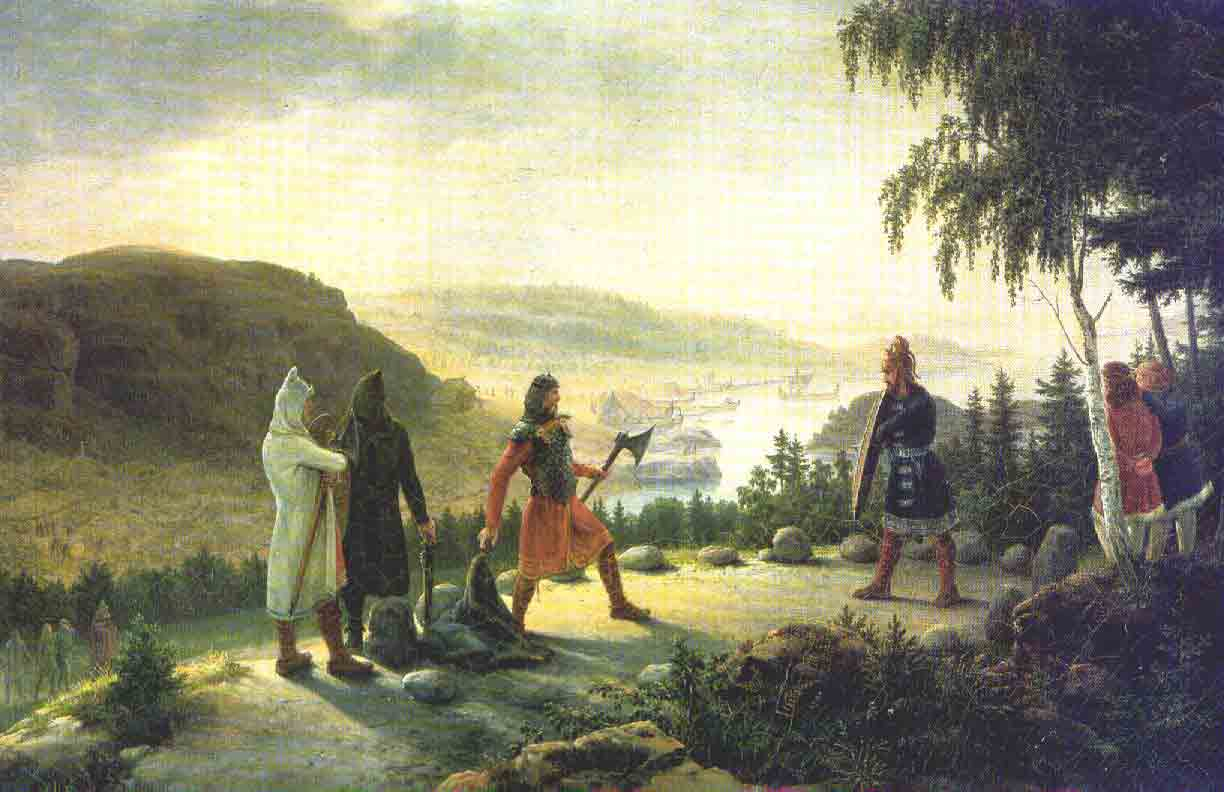
Egill Skallagrímsson negociant les condicions d'un holmgang amb Berg-Önundr, de Johannes Flintoe

Bergönundur Þorgeirsson, més conegut per Berg-Önundr (905 - 934), era un viking de Borgarfjörtur, Islàndia, però procedent d'Hordaland, Noruega, que apareix com a antagonista i aferrissat enemic d'Egill Skallagrímsson en la saga que duu el seu nom. En la saga s'interpreta que estava al servei del rei Eric el Sanguinari, i rebutjà la reclamació de la part proporcional d'una herència de l'esposa d'Egill, Ásgerðr, amb qui compartia parentiu (estava casat amb una mitja germana seua), la qual cosa desembocà en un holmgang (duel) a Ask per l'ofensa. Quan Egill mata a Bárðr d'Atley, un servidor de la corona i emparentat amb la reina Gunnhild, és declarat proscrit i Berg-Önundr s'encarrega d'organitzar una partida per capturar-lo, cosa que no aconsegueix perquè Egill, que tenia fama de berserker, en acabant el mataria.
Poc se sap de la seua genealogia: estava casat amb Gunnhildur Björnsdóttir (n. 910), filla de Björn Brynjólfsson (876 - 932) de Sogn, i neta de Brynjulf Björnsson d'Aurlandi. No se'n coneix descendència.